# Phục bích tại Đan Mạch, Thụy Điển và Na Uy
Phục bích (tiếng Trung: 復辟), còn được phiên âm là phục tích hay phục tịch, nghĩa đen là "khôi phục ngôi vua" là trường hợp một quân chủ đã từ nhiệm hoặc đã bị phế truất hay từng bị lật đổ bởi các cuộc cách mạng và đảo chính trong nước, thậm chí phải lưu vong do nạn ngoại xâm nhưng sau đó khôi phục lại được ngôi vị của mình. Dưới đây liệt kê những cuộc phục bích tại Đan Mạch, Thụy Điển và Na Uy.

## Vương quốc Đan Mạch
Nhà Estridsen:
- Christopher II (tại vị:1320–1326, phục vị:1329–1332)

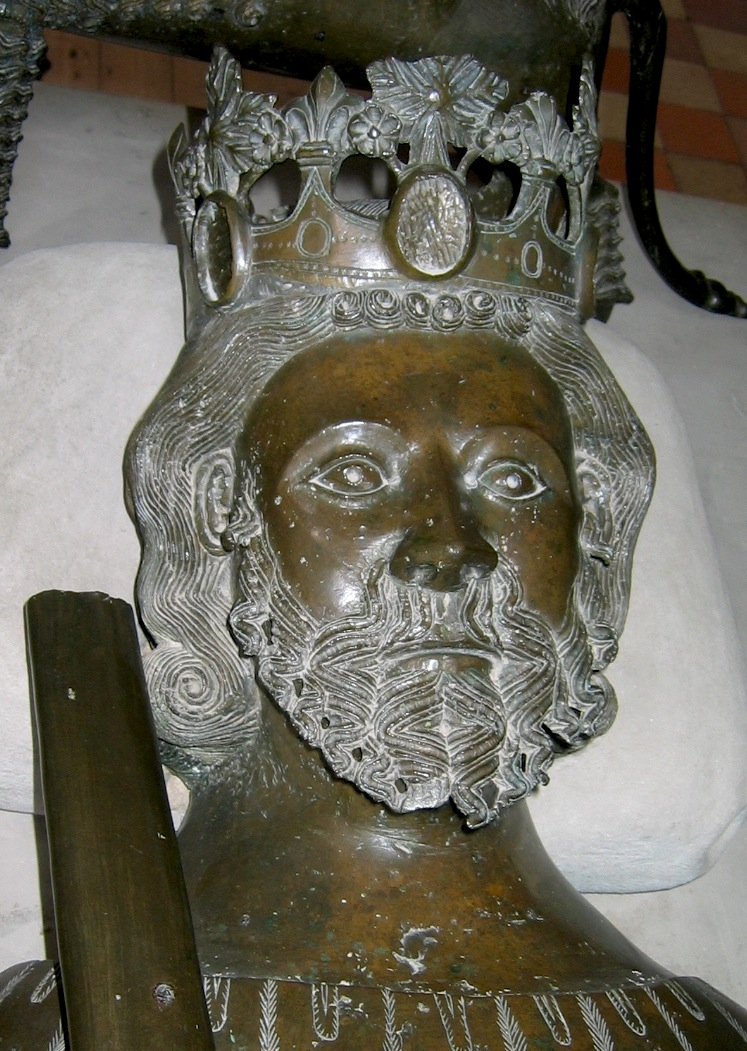
Christopher II

Năm 1326, Christopher II mất ngôi trong một cuộc bạo loạn bởi liên minh giữa các ông trùm Đan Mạch và Gerhard III, Bá tước Holstein-Rendsburg và John I, Bá tước Holstein-Kiel (con trai của Adolf IV). Christopher II bị buộc phải thoái vị và lưu vong, trong khi Công tước Valdemar III 12 tuổi ở Nam Jutland được phong làm vua Đan Mạch, với Bá tước Gerhard III là nhiếp chính. Cho đến năm 1329, một sự hỗn loạn đang gia tăng tại Đan Mạch đã cho Christopher II cơ hội, mâu thuẫn phát triển giữa Gerhard III và anh em họ Johan, Bá tước Schauenburg và Holstein-Plön và Holstein-Kiel, người cũng là anh em cùng cha khác mẹ của Christopher II thông qua cuộc hôn nhân của người mẹ góa của ông ta với Gerhard III, Bá tước Holstein-Plön. Với sự giúp đỡ của Henry xứ Mecklenburg, Christopher II đứng sẵn sàng tại Vplyborg với 2000 hiệp sĩ Đức gắn kết. Thật không may cho Christopher II, sau một cuộc nổi dậy của nông dân ở Jutland, nơi bị bá tước Gerhard III nghiền nát một cách tàn nhẫn, những người nông dân ở Skåne đã cầu xin vua Magnus IV của Thụy Điển cai trị họ, ông này sẵn sàng chấp nhận và Đan Mạch không còn tồn tại như một vương quốc độc lập. Christopher II tuy được phục hồi làm vua Đan Mạch với sự hợp tác của bá tước Johan, nhưng ông đã bị giảm xuống vị trí của một con rối ngay từ đầu, hầu hết đất nước của ông đã bị thế chấp, và Christopher II không có cơ hội nắm giữ quyền lực hoàng gia thực sự.
- Eric Christoffersen (tại vị:1321–1326, 1330–1332)

Năm 1326, Eric Christoffersen cùng người đồng trị vì là cha mình Christopher II đều bị lật đổ bởi Valdemar III, cha ông phải sống lưu vong còn ông thì bị bắt giữ. Năm 1330, Eric Christoffersen được phóng thích với điều kiện ông phải kết hôn với Elizabeth của Holstein-Rendsburg, nữ công tước hạ cấp của Sachsen-Lauenburg và em gái của Bá tước Gerhard III, nhờ đó ông quay trở lại với vai trò đồng trị vì cùng cha mình lần thứ hai. Tuy nhiên năm sau, chiến tranh nổ ra giữa cha ông Christopher II với người anh rể Gerhard III, Eric Christoffersen bị đánh bại trong trận chiến tại Danevirke, nhưng đã trốn thoát được đến Kiel, ông chết vì vết thương trong chiến đấu vài tháng sau đó vào đầu năm 1332.

## Vương quốc Thụy Điển
Triều đại Stenkil:
- Halsten Stenkilsson (tại vị:1067–1070, phục vị:1079–1081)

Năm 1070, Halsten Stenkilsson bị phế truất, ông được thay thế bởi một hoàng tử đến từ Gardariki có tên Anund Gårdske. Nhưng chưa đầy một năm, Håkan the Red đã giành được ngôi vị từ Anund Gårdske. Lý do bởi Anund Gårdske vốn là một Kitô hữu, ông ta đã từ chối thực hiện sự hy sinh công khai cho các vị thần Bắc Âu tại Đền thờ ở Uppsala, và do đó mới bị quần chúng bất mãn nên họ quật khởi lật đổ. Năm 1079, Halsten Stenkilsson trở lại ngôi vua Thụy Điển, lần này với tư cách đồng trì vì với người anh trai Inge Stenkilsson.
- Inge Stenkilsson (tại vị:1079–1084, phục vị:1087–1105)

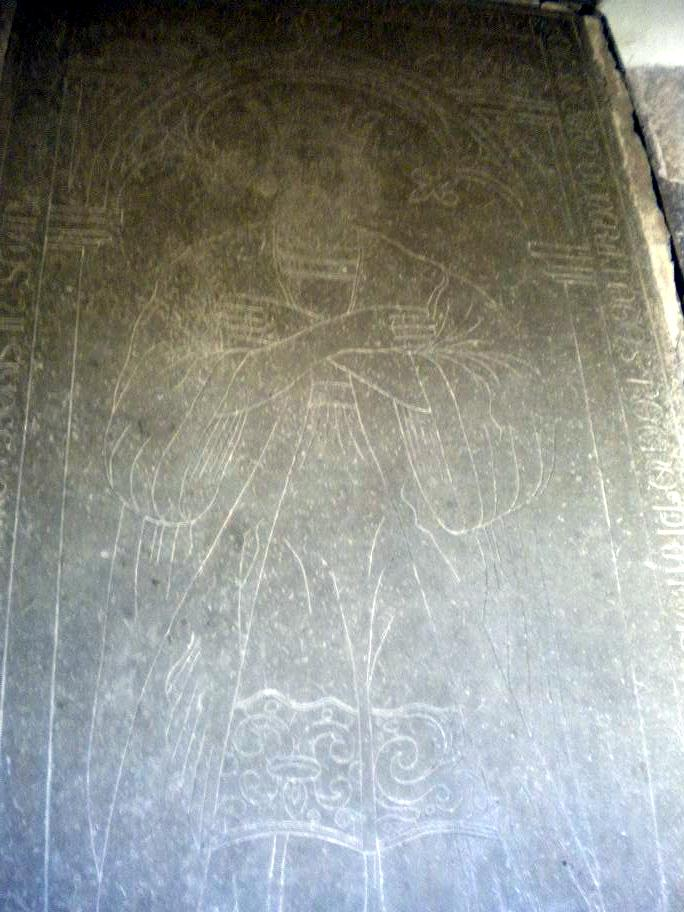
Inge Stenkilsson

Năm 1084, Inge Stenkilsson buộc phải thoái vị bởi người dân Thụy Điển vì sự thiếu tôn trọng đối với các truyền thống cũ và từ chối quản lý phong tục ngoại đạo của người Anh, Blot-Sweyn (Svein the Sacrifier) vì thế được bầu làm vua. Thực ra thì Ingi Stenkilsson kết hôn với một người phụ nữ tên là Mær, người có một anh trai tên là Svein. Vua Ingi Stenkilsson thích Svein hơn bất kỳ người đàn ông nào khác, và Svein trở thành người đàn ông vĩ đại nhất ở Thụy Điển. Người Thụy Điển cho rằng Vua Ingi Stenkilsson đã vi phạm luật đất đai cổ xưa khi ông ngoại trừ nhiều điều mà Steinkel cha ông đã cho phép, và tại một hội nghị được tổ chức giữa Thụy Điển và vua Ingi Stenkilsson, họ đã đề nghị ông hai phương án, để theo trật tự cũ, hoặc khác để thoái vị. Sau đó, vua Ingi Stenkilsson lên tiếng và nói rằng ông sẽ không từ bỏ đức tin thực sự, ông trở về làm vua của Gothenland. Năm 1087, Inge Stenkilsson tiến quân về phía đông, đi qua Småland và Östergötland, sau đó vào Thụy Điển. Ông tiêu diệt được Svein the Sacrifier để một lần nữa tiếp nhận vương quốc Thụy Điển, ông tái lập Kitô giáo và cai trị vương quốc cho đến cuối đời.
Triều đại Sverker và Triều đại Eric:

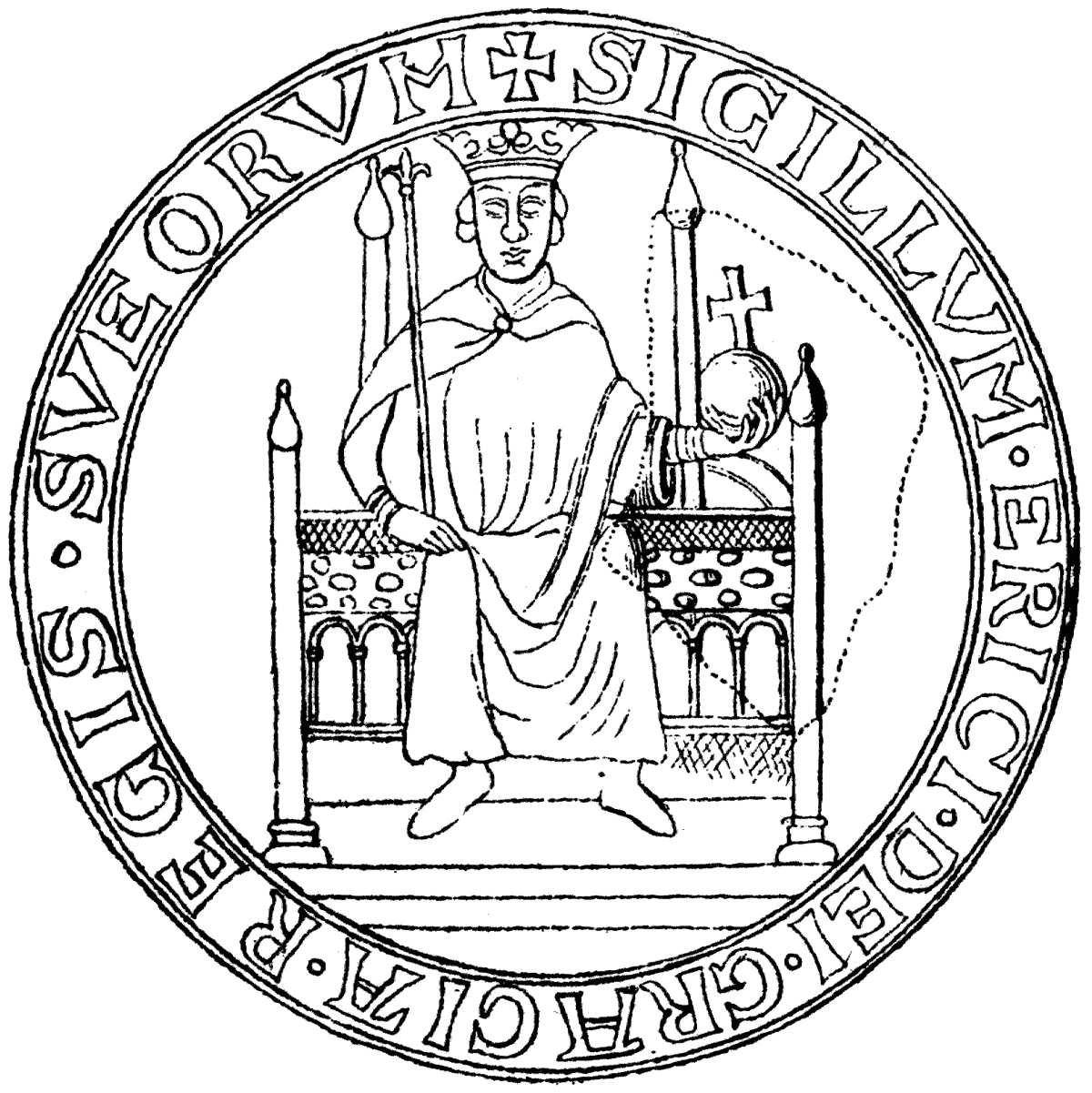
Erik XI Eriksson

- Erik XI Eriksson (tại vị:1222–1229, phục vị:1234–1250)

Năm 1229, bạo loạn đã bùng phát, khi Knut the Tall và một nhóm quý tộc nổi dậy chống lại nhà cai trị trẻ tuổi Erik XI Eriksson. Nguyên nhân không được biết, nhưng mong muốn của một số quý tộc để kiềm chế quyền lực của Giáo hội có thể đã có một vai trò, Eric XI Eriksson bị lật đổ trong trận chiến Olustra (slaget vid Olustra). Sau khi mất ngôi, Eric XI Eriksson đã trốn sang Đan Mạch nơi người chú Valdemar Sejr của ông vẫn đang cầm quyền nương náu, Knut the Tall lên ngôi vua Thụy Điển, tức Canute II. Năm 1234, Canute II qua đời, Eric XI Eriksson nhân cơ hội quay trở lại, hòa giải với các đảng phái chống đối trong nước, nhờ đó ông đã lên ngôi vua lần thứ hai.

## Liên minh Kalmar

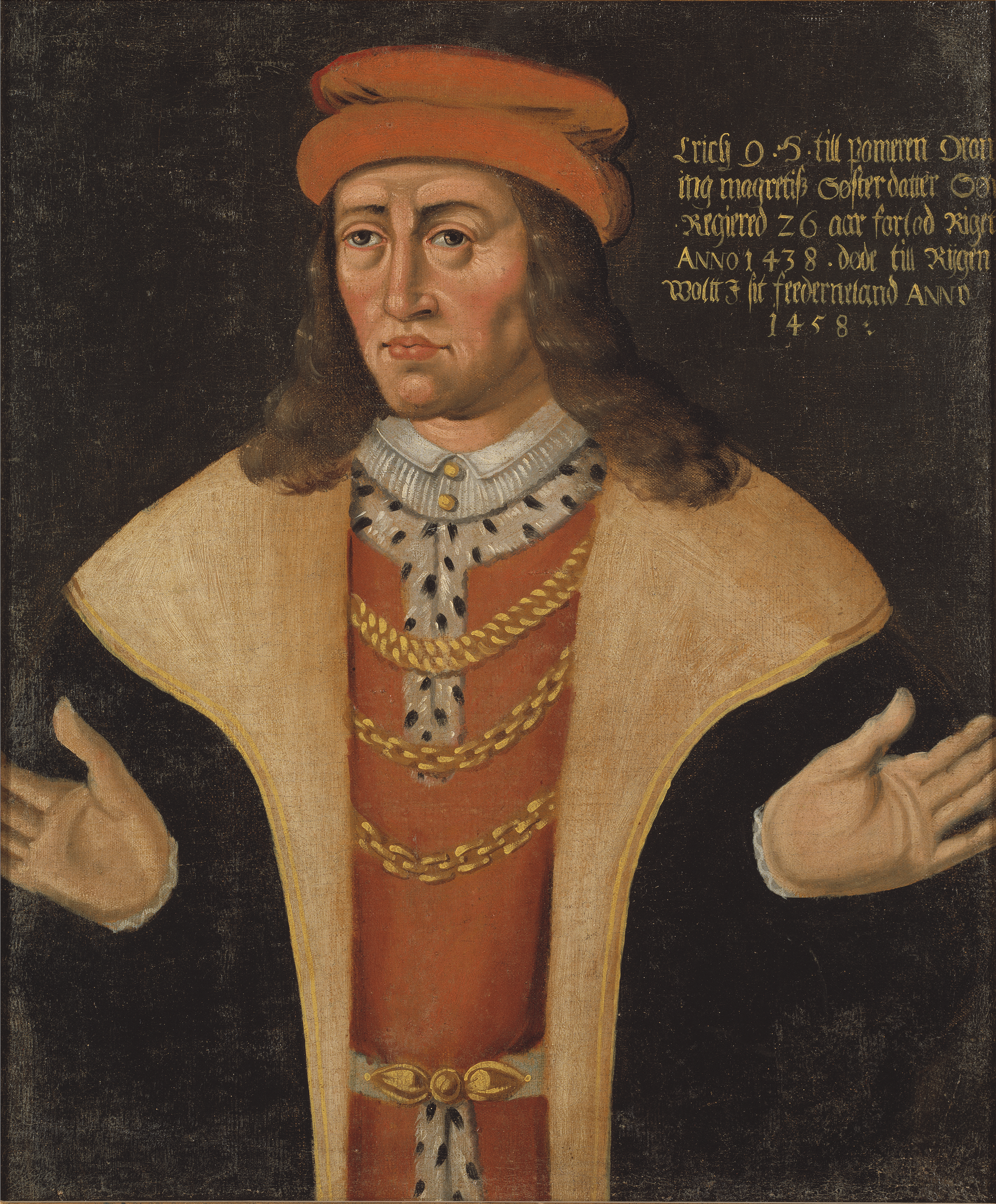
Eric XIII

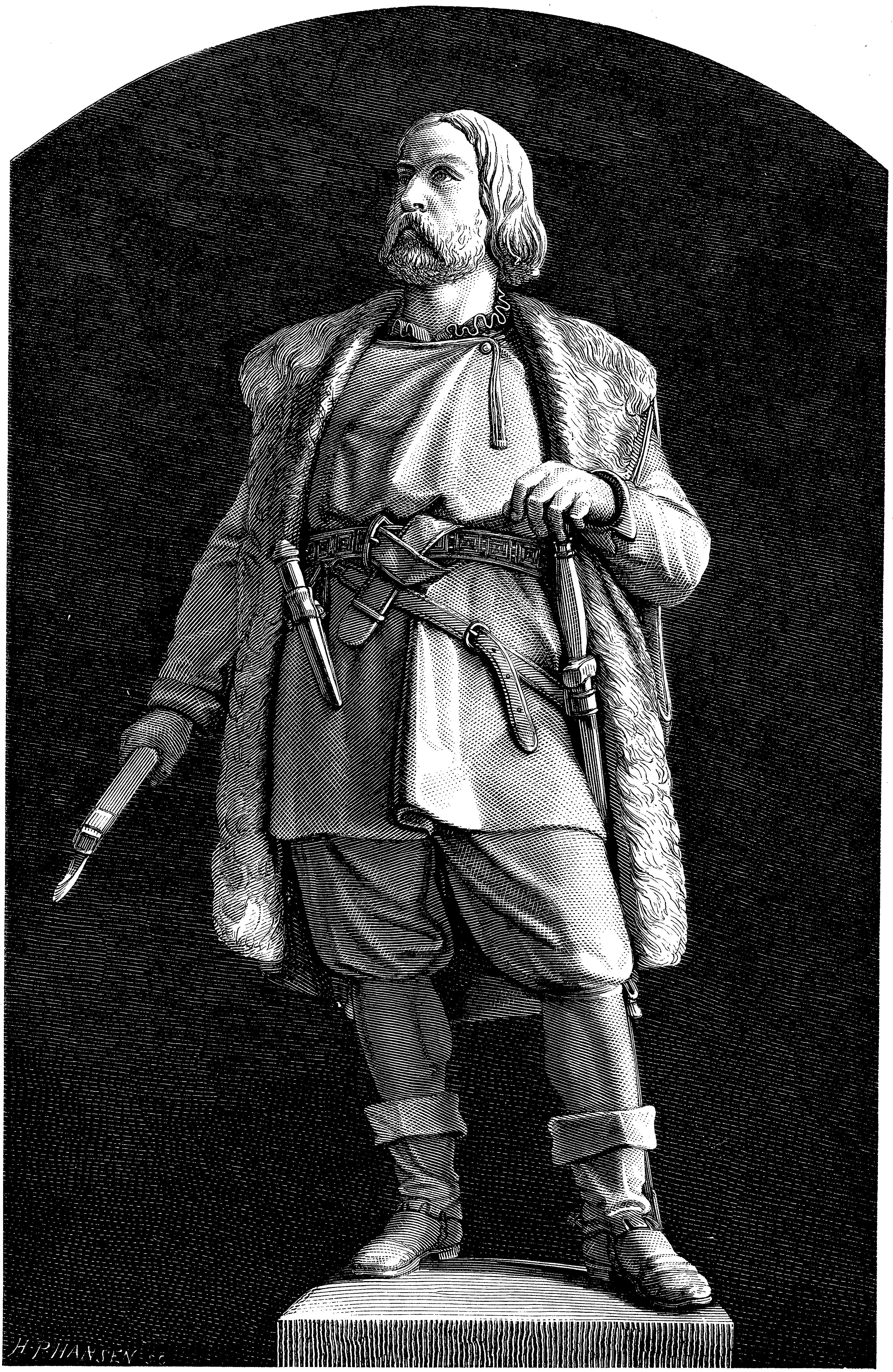
Engelbrekt Engelbrektsson

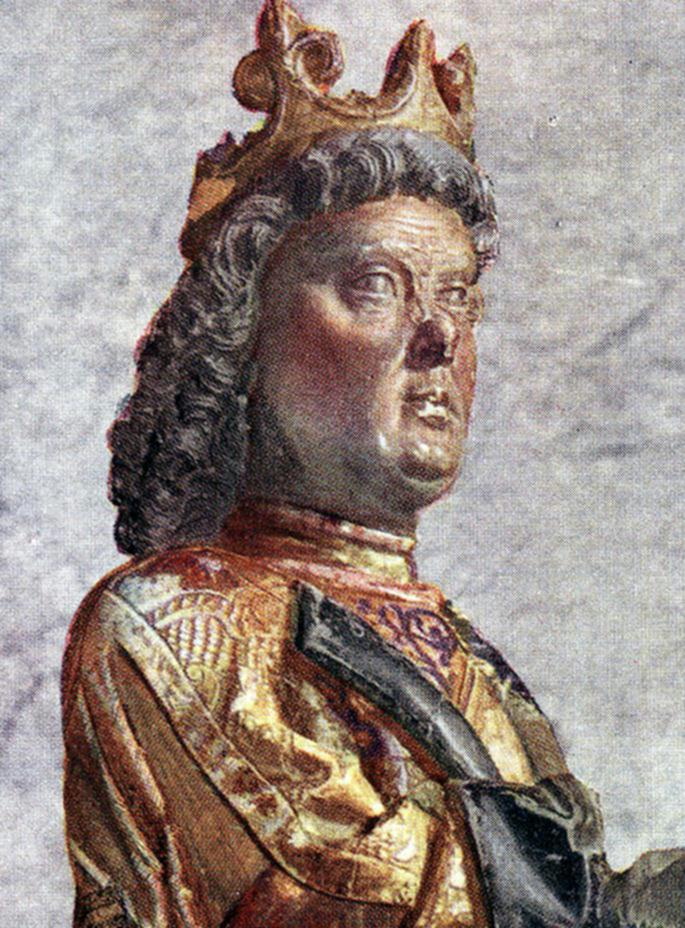
Karl VIII

- Eric XIII (tại vị:1396–1434, phục vị:14/10/1435–11/01/1436, tái phục vị:1436–1439)

Năm 1434, nông dân và công nhân mỏ của Thụy Điển bắt đầu một cuộc nổi loạn quốc gia và xã hội đã sớm được giới quý tộc Thụy Điển sử dụng để làm suy yếu quyền lực của nhà vua, cuộc nổi dậy được lãnh đạo bởi nhà quý tộc Engeloustkt Engelbrektsson. Eric XIII phải thoái vị trong cuộc họp được coi là cuộc họp Quốc hội Thụy Điển đầu tiên (Riksdag), Engeloustkt Engelbrektsson lên cầm quyền. Vào ngày 14 tháng 10 năm 1435, Eric XIII được phục hồi trong thời gian ngắn làm vua, nhưng nhanh chóng bị phế truất vào ngày 11 tháng 1 năm 1436 vì mất sự hỗ trợ. Engeloustkt Engelbrektsson trở lại nhưng lần này cùng với Carl Knutsson (tức Karl VIII sau này), bởi vì ông không thể chống lại giới quý tộc Thụy Điển muốn sử dụng cuộc nổi loạn và buộc phải rút lui sau hậu trường. Giới quý tộc và giáo sĩ Thụy Điển đã quyết định hỗ trợ Karl VIII thay thế Engel Blaketer vào ngày 27 tháng 4 năm 1436 để trở thành một nhà nước cầm quyền, như vậy Karl VIII giữ vai trò nhiếp chính và Eric XIII lên ngôi vua lần thứ ba.
- Engelbrekt Engelbrektsson (tại vị:1435, phục vị:1436)

Năm 1435, Engelbrekt Engelbrektsson lãnh đạo nhân dân quật khởi trên toàn Thụy Điển, vua Eric XIII buộc phải chịu mất ngôi để ông lên lãnh đạo đất nước. Sau đó ít lâu, Eric XIII trở lại nhưng chỉ được mấy tháng lại phải từ nhiệm lần thứ hai vào năm 1436. Engelbrekt Engelbrektsson nắm giữ quyền lực lần này cũng chẳng được bền, giới quý tộc đã phế bỏ ông rồi nhốt tại lâu đài của Gksholm gần nhà quý tộc Đức Bengartsson tại một hồ nước có tên là Jermalem gọi là Engeloustktsholmen, ở nơi đây ông đã bị sát hại.
- Karl VIII (tại vị:1438–1440, phục vị:1448–1457, tái phục vị:1464–1465, hựu tái phục vị:1467–1470)

Năm 1440, Christopher của Bavaria lên làm vua liên minh Kalmar, quân chủ Eric XIII và nhiếp chính Karl VIII cùng thoái vị. Đây là kết quả từ cuộc nổi loạn của Engelbrekt Engelbrektsson, vì sự bất mãn ngày càng tăng với vua Eric trong giới quý tộc Thụy Điển, Karl VIII đã tạo ra Rikshövitsman, một đơn vị hành chính tương đương với Thống đốc Quân đội của Vương quốc, và cuối cùng thay thế nhà vua thành một nhiếp chính được bầu từ 1438 đến 1440. Trong lễ đăng quang của Christopher vào năm 1441, Karl VIII được mệnh danh là hiệp sĩ và được bổ nhiệm làm Lord High Justiciar của Thụy Điển. Sau cái chết của Christopher năm 1448, không có người thừa kế trực tiếp, Karl VIII đã chính thức được bầu làm vua Thụy Điển. Năm 1457, một cuộc nổi loạn đã diễn ra, do Đức Tổng Giám mục Jöns Bengtsson (Oxenstierna) và một quý tộc, Erik Axelsson Tott lãnh đạo. Karl VIII đã phải sống lưu vong đến Danzig (Gdańsk), hai nhà lãnh đạo của cuộc nổi dậy đã lấy lại quyền lực, tự xưng nhiếp chính rồi tổ chức cuộc bầu cử Christian I của Đan Mạch làm vua (đầu tiên là ở Turku, sau đó ở Stockholm). Năm 1464, vua Christian I bị đuổi ra khỏi Thụy Điển, Karl VIII lại được đưa lên ngôi báu. Năm 1465, ông lại bị lưu đày vì xung đột với Kettil Karlsson. Năm 1467, nhiếp chính vương Erik Axelsson Tott, giờ đã trở lại để hỗ trợ Karl VIII, một lần nữa ông đã đăng quang. Karl VIII sau đó trị vì trong ba năm, chia sẻ quyền lực với Riksråd, cho đến khi ông qua đời ở Stockholm vào năm 1470.
- Christian I (tại vị:1457–1464, phục vị:1465–1467)

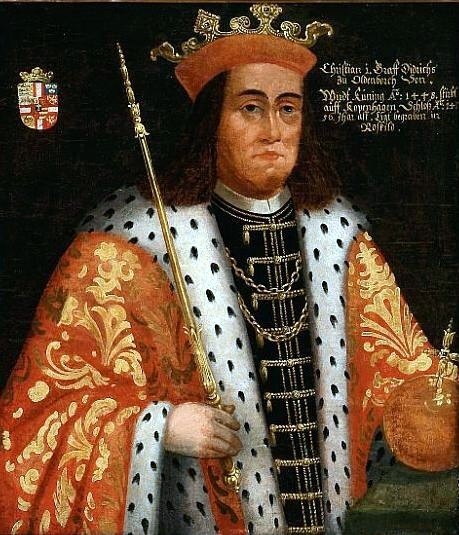
Christian I

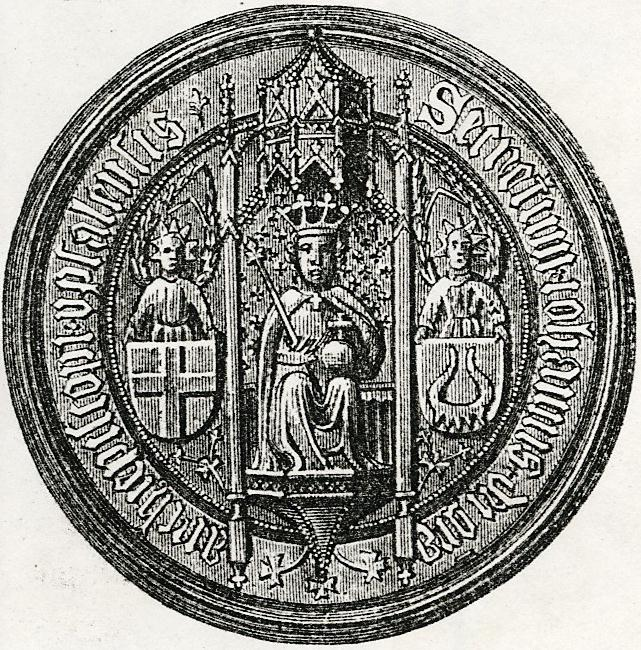
Jöns Bengtsson Oxenstierna

Năm 1463, vua Christian I cãi nhau với đức Tổng Giám mục Kettil Karlsson vì chính sách thuế của ông, đức Tổng Giám mục đã bị cầm tù, dẫn đến một cuộc nổi loạn của những người thân của ông ta, và kết quả là Christian I bị đuổi ra khỏi Thụy Điển vào đầu năm 1464. Karl VIII được phiến quân gọi lại và trở về đứng đầu một lực lượng lính đánh thuê người Đức và Ba Lan, Kettil Karlsson giữ quyền nhiếp chính. Khi đến Thụy Điển, Karl VIII lại xảy ra có chiến tranh với đức Tổng Giám mục và sau hai trận chiến đẫm máu vào mùa đông năm 1465 Karl VIII lại bị lưu đày. Christian I trở lại Thụy Điển làm vua nhưng quyền lực đều nằm trong tay các nhiếp chính như Jöns Bengtsson Oxenstierna và sau đó là Erik Axelsson Tott, đến năm 1467 khi Karl VIII quay về Thụy Điển làm vua lần thứ tư thì Christian I lại bỏ chạy. Nỗ lực cuối cùng của Christian I trong việc giành lại Thụy Điển đã kết thúc trong một thất bại quân sự hoàn toàn tại Brunkeberg (bên ngoài Stockholm) vào tháng 10 năm 1471, nơi ông bị đánh bại bởi lực lượng của nhiếp chính gia Thụy Điển Sten Sture the Elder.
- Jöns Bengtsson Oxenstierna (tại vị:1457, phục vị:1465–1466)

Năm 1457, Jöns Bengtsson Oxenstierna và Erik Axelsson Tott sau một giai đoạn ngắn nắm quyền đồng nhiếp chính Thụy Điển khi hạ bệ Karl VIII đều đã thoái vị để nhường chỗ cho Christian I của Đan Mạch ngồi lên ngôi báu khi ông này chính thức được công nhận là vua của Thụy Điển và đăng quang tại Stockholm. Năm 1465, Jöns Bengtsson Oxenstierna đã thành công trong việc mang lại sự thoái vị của Karl VIII lần thứ ba, và công nhận Christian I một lần nữa là vua của Thụy Điển. Ông đã đoạt được ngôi vị nhiếp chính lần thứ hai, trong thực tế ông nắm giữ quyền lực hiệu quả và điều hành các công việc như thể ông là chủ quyền thực sự. Tuy nhiên, Jöns Bengtsson Oxenstierna đã không thể duy trì này, các phe phái chính trị đối lập đã lật đổ ông năm 1466, bầu Erik Axelsson Tott làm nhiếp chính.
- Erik Axelsson Tott (tại vị:1457, phục vị:1466–1467)

Năm 1457, Erik Axelsson Tott và Jöns Bengtsson Oxenstierna sau một giai đoạn ngắn nắm quyền đồng nhiếp chính Thụy Điển khi hạ bệ Karl VIII đều đã thoái vị để nhường chỗ cho Christian I của Đan Mạch ngồi lên ngôi báu khi ông này chính thức được công nhận là vua của Thụy Điển và đăng quang tại Stockholm. Năm 1466, các phe phái bất mãn với Jöns Bengtsson Oxenstierna đã bầu Erik Axelsson Tott làm nhiếp chính lần thứ hai, trong đó Jöns Bengtsson Oxenstierna bị buộc phải nghỉ hưu.

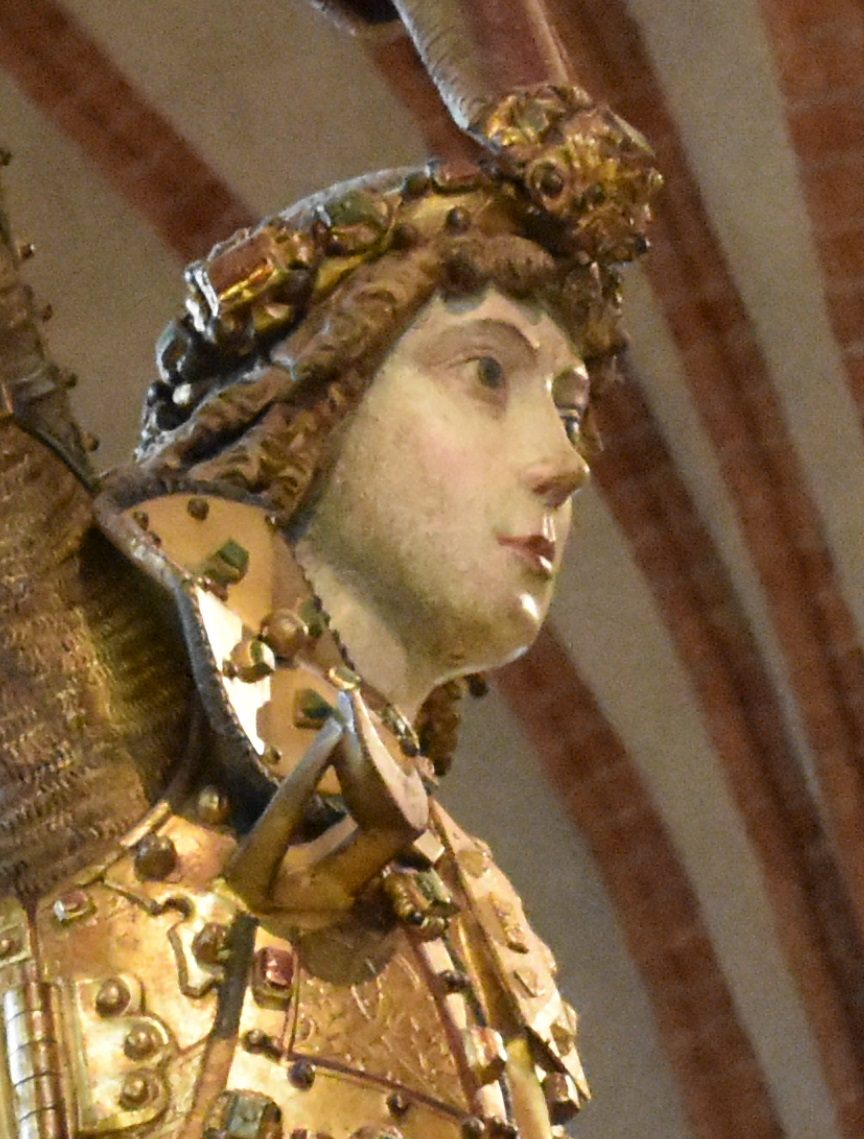
Sten Sture the Elder

- Sten Sture the Elder (tại vị:1470–1497, phục vị:1501–1503)

Năm 1497, Sten Sture the Elder đã mất ngôi vị nhiếp chính với đa số quý tộc Thụy Điển, nổi bật nhất là Svante Nilsson, và Hội đồng Cơ mật Thụy Điển tuyên bố ông chính thức bị phế truất vào ngày 8 tháng 3. Trong cuộc chiến sau đó, Sten Sture the Elder được hỗ trợ bởi các lực lượng nông dân, nhưng họ đã bị đánh bại tại Trận Rotebro bởi Hans của Đan Mạch (còn được gọi là vua John I của Đan Mạch và Na Uy), người đã xâm chiếm Thụy Điển vào tháng 7 cùng năm. Sten Sture the Elder đầu hàng vua Hans ở Stockholm, Hans lên ngôi vua của Thụy Điển và Sten Sture the Elder được trao vị trí quyền lực cao nhất ở Thụy Điển chỉ dưới nhà vua. Tuy nhiên, trong cuộc nổi dậy tiếp theo chống lại người Đan Mạch vào năm 1501, ông lại nhậm chức làm nhiếp chính, lãnh đạo cuộc đấu tranh giành độc lập của Thụy Điển cho đến khi qua đời.

## Vương quốc Na Uy và Vương quốc Đan Mạch
- Christian Frederick (tại vị:1814, phục vị:1839–1848)

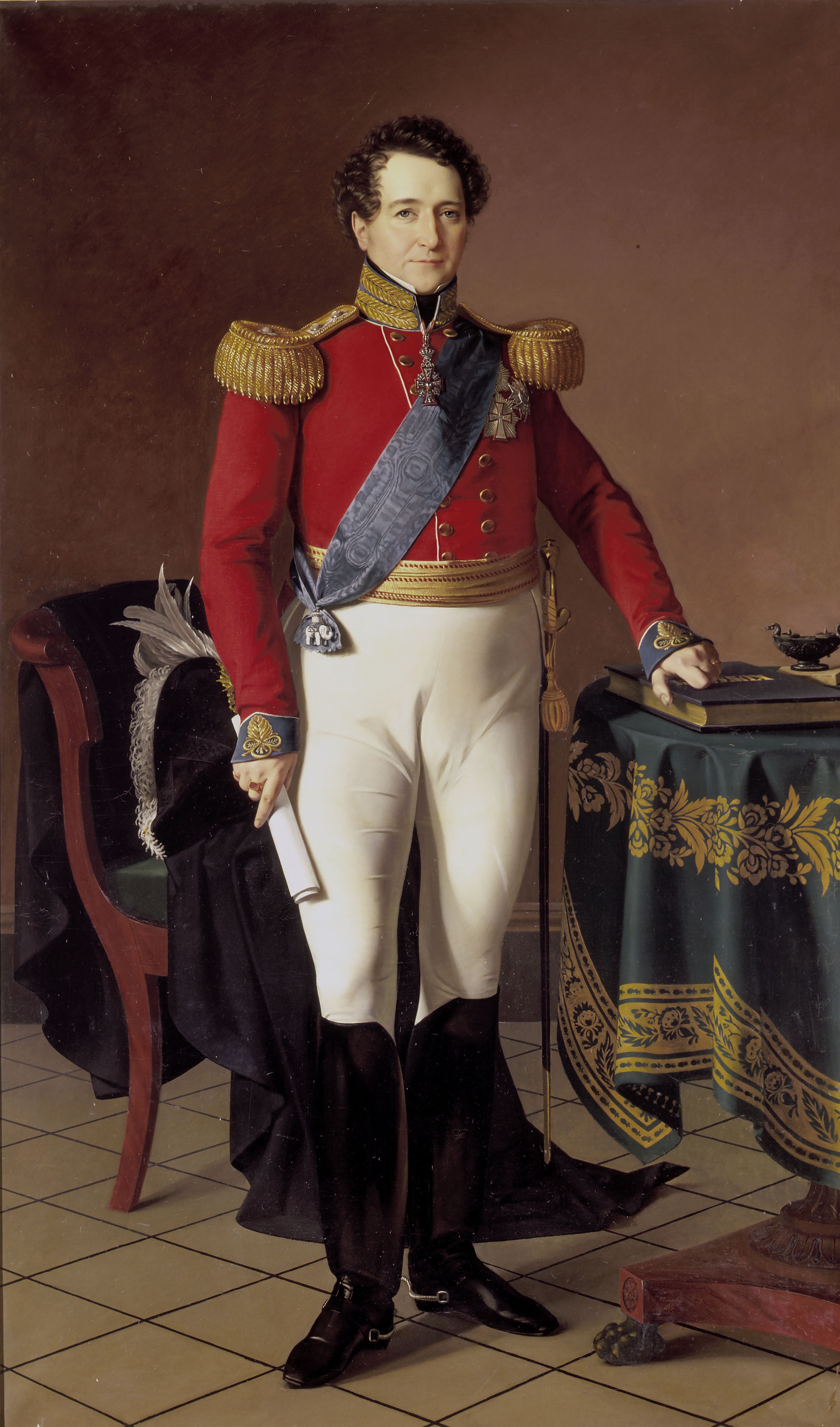
Christian Frederick

Tháng 5 năm 1813, Christian Frederick đảm nhận vị trí người thừa kế ngai vàng Đan Mạch và đến Na Uy để làm thống đốc để cứu lòng trung thành của người Na Uy với người đồng sở hữu Đan Mạch - Na Uy, để triều đại của Frederick VI và các đồng minh của Napoleon đệ nhất sụp đổ cùng nhau. Christian Frederick cố gắng duy trì mối quan hệ giữa hoàng gia Na Uy và hoàng gia Đan Mạch, nhưng vào tháng 1 năm 1814, Đan Mạch đã bị Thụy Điển đánh bại, Frederick VI cắt nhượng Na Uy cho Quốc vương Thụy Điển trong Hiệp ước Kiel. Quốc hội triệu tập vào ngày 10 tháng 4 đã xác nhận cuộc bầu cử, ngày 17 tháng 5, Hiến pháp Na Uy đã chính thức được ký kết và Christian Frederick được nhất trí bầu làm Quốc vương Na Uy. Christian Frederick đã kiên trì bảo vệ các quyền của Na Uy, nhưng nó đã không thành công, các quốc gia yêu cầu Na Uy thành lập liên minh với Thụy Điển theo Thỏa thuận Kiel và đề nghị Christian Frederick quay trở lại Đan Mạch. Christian Frederick trả lời rằng ông là một quốc vương lập hiến và ông không thể làm gì cho đến khi được quốc hội Na Uy cho phép, quốc hội Na Uy sẽ không thông qua yêu cầu này cho đến khi Thụy Điển chấm dứt chiến sự. Thụy Điển từ chối các điều kiện do Christian Frederick đặt ra và phái Thái tử Carl John tấn công Na Uy, quân đội Na Uy nhanh chóng mất đi, cuộc chiến ngắn này đã kết thúc sau khi ký Hiệp ước Rêu vào tháng 8 năm 1814. Theo hiệp ước, Quốc vương Christian Frederick đã phải trả lại quyền lực cai trị cho quốc hội Na Uy, từ bỏ ngai vàng và sau đó trở về Đan Mạch. Quốc hội đã sửa đổi hiến pháp để cho phép Na Uy thành lập liên minh với Thụy Điển, vào ngày 4 tháng 11, quốc hội đã bầu Quốc vương Thụy Điển Carl XIII làm vua mới của liên minh Na Uy-Thụy Điển. Năm 1839, Kitô hữu kế vị ngai vàng và dành cho Christian Frederick, ông lên làm vua Đan Mạch với đế hiệu Christian VIII.

## Vương quốc Na Uy
Nhà Schleswig-Holstein-Sonderburg-Glücksburg:
- Haakon VII (tại vị:1905–1940, phục vị:1945–1957)

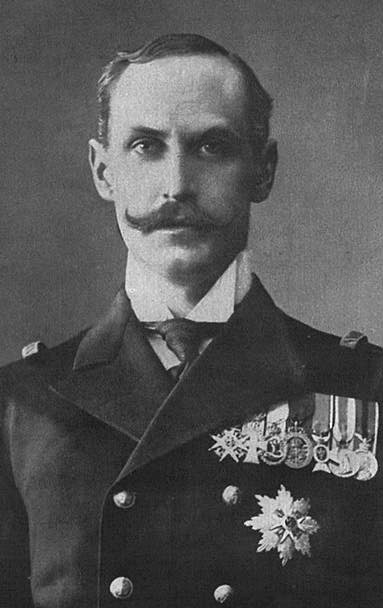
Haakon VII

Na Uy đã bị xâm chiếm bởi lực lượng hải quân và không quân của Đức Quốc xã trong những giờ đầu ngày 9 tháng 4 năm 1940, nhờ sự chậm trễ của Đức trong việc chiếm đóng Oslo, cùng với hành động nhanh chóng của Chủ tịch Storting (quốc hội), Carl Joachim "CJ" Hambro, đã tạo cơ hội cho Hoàng gia Na Uy, nội các và hầu hết 150 thành viên của Storting ra đi vội vàng từ thủ đô bằng tàu đặc biệt. Trong nỗ lực quét sạch nhà vua và chính phủ kiên cường của Na Uy, những kẻ đánh bom Luftwaffe đã tấn công Nybergsund, phá hủy thị trấn nhỏ nơi chính phủ Na Uy đang ở, Nybergsund chỉ cách Thụy Điển chỉ có 16 dặm, nhưng chính phủ Thụy Điển quyết định sẽ "bắt giữ và tống giam" Vua Haakon VII nếu ông vượt qua biên giới của họ (vì người Thụy Điển tuyên bố trung lập trong cuộc chiến, hơn nữa chính Haakon VII lại là người ly khai Na Uy khỏi Thụy Điển). Nhà vua Na Uy và các bộ trưởng của ông đã trú ẩn trong rừng phủ đầy tuyết và thoát khỏi sự tổn hại, tiếp tục đi xa hơn về phía bắc qua những ngọn núi về phía Molde trên bờ biển phía tây của Na Uy. Khi các lực lượng vũ trang Anh trong khu vực bị mất đất dưới sự bắn phá của Luftwaffe, nhà vua và nhóm của ông đã được đưa lên tàu tuần dương Anh HMS Glasgow tại Molde và chuyển thêm 1.000 km (620 dặm) về phía bắc tới Tromsø, nơi một thủ đô tạm thời được thành lập. Haakon VII và Thái tử Olav đã cư trú trong một cabin rừng ở thung lũng Målselvdalen ở quận Troms, nơi họ sẽ ở lại cho đến khi di tản đến Vương quốc Anh. Với việc người Đức nhanh chóng áp đảo Pháp, Bộ tư lệnh tối cao của quân Đồng minh đã quyết định rằng các lực lượng ở miền bắc Na Uy nên rút lui, gia đình Hoàng gia và Chính phủ Na Uy đã được sơ tán khỏi Tromsø vào ngày 7 tháng 6 trên tàu HMS Devonshire với tổng số 461 hành khách. Cuộc di tản này trở nên vô cùng tốn kém cho Hải quân Hoàng gia khi các tàu chiến Đức Scharnhorst và Gneisenau tấn công và đánh chìm tàu sân bay HMS Glorious gần đó với các tàu khu trục hộ tống HMS Acasta và HMS Ardent, HMS Devonshire đã không phát lại báo cáo về tầm nhìn của kẻ thù do Glorious thực hiện vì nó không thể tiết lộ vị trí của mình bằng cách phá vỡ sự im lặng của radio. Không có tàu nào khác của Anh nhận được báo cáo về tầm nhìn, và 1.519 sĩ quan quân đội Anh cùng ba tàu chiến đã bị mất, HMS Devonshire đã đến London an toàn và vua Haakon VII và Nội các của ông đã thành lập một chính phủ Na Uy lưu vong ở thủ đô của Anh. Nơi ở chính thức của nhà vua là Quân đoàn Na Uy tại 10 Palace Green, Kensington, nơi trở thành trụ sở của chính phủ Na Uy lưu vong, tại đây Haakon VII đã tham dự các cuộc họp nội các hàng tuần và làm việc về các bài phát biểu thường xuyên được đài phát thanh đến Na Uy phát sóng bởi Na Uy. Những chương trình phát sóng này đã giúp củng cố vị trí của Haakon VII như một biểu tượng quốc gia quan trọng đối với cuộc kháng chiến của Na Uy, nhiều chương trình phát sóng được thực hiện từ Nhà thờ Na Uy của Saint Olav ở Rotherhithe, nơi Hoàng gia là những người thờ phụng thường xuyên. Haakon VII và Hoàng gia Na Uy đã trở về phục tịch trên chiếc tuần dương hạm HMS Norfolk, đến với Phi đội tuần dương hạm đầu tiên để cổ vũ đám đông ở Oslo vào ngày 7 tháng 6 năm 1945, đúng năm năm sau khi họ được sơ tán khỏi Tromsø.